# Chrysolina gebleri
Chrysolina gebleri es un coleóptero de la familia Chrysomelidae.
Fue descrita científicamente en 1979 por Medvedev.